# Psilopogon
Psilopogon (лат.) — род птиц из семейства бородастиковых.

## Классификация
Ранее род Psilopogon считался монотипическим, с одним видом (Psilopogon pyrolophus). Результаты молекулярно-филогенетического анализа показали, что род Psilopogon входит в эволюционную ветвь, состоящую из азиатских бородастиков, которых ранее относили к роду Megalaima, предложенному Джорджем Робертом Греем в 1841 году. Поскольку Psilopogon был предложен Саломоном Мюллером еще в 1835 году, это название имеет приоритет. Все виды, ранее включаемые в род Megalaima, были переведены в род Psilopogon.
В состав рода включают 33 вида:
- Psilopogon pyrolophus — Красночубый бородастик
- Psilopogon virens — Большой бородастик
- Psilopogon lagrandieri — Красногузый бородастик
- Psilopogon zeylanicus — Цейлонский бородастик
- Psilopogon lineatus — Полосатый бородастик
- Psilopogon viridis — Зелёный бородастик
- Psilopogon faiostrictus — Зеленоухий бородастик
- Psilopogon corvinus — Бурогорлый бородастик
- Psilopogon chrysopogon — Желотистощёкий бородастик
- Psilopogon rafflesii — Многоцветный бородастик
- Psilopogon mystacophanos — Пестроголовый бородастик
- Psilopogon javensis — Яванский бородастик
- Psilopogon flavifrons — Желтолобый бородастик
- Psilopogon franklinii — Золотистогорлый бородастик
- Psilopogon auricularis
- Psilopogon oorti — Чернобурый бородастик
- Psilopogon annamensis
- Psilopogon faber
- Psilopogon nuchalis
- Psilopogon asiaticus — Голубощёкий бородастик
- Psilopogon chersonesus
- Psilopogon monticola — Горный бородастик
- Psilopogon incognitus — Усатый бородастик
- Psilopogon henricii — Желтошапочный бородастик
- Psilopogon armillaris — Синешапочный бородастик
- Psilopogon pulcherrimus — Роскошный бородастик
- Psilopogon australis — Синеухий бородастик
- Psilopogon cyanotis
- Psilopogon duvaucelii
- Psilopogon eximius — Черногорлый бородастик
- Psilopogon rubricapillus — Малабарский бородастик
- Psilopogon malabaricus
- Psilopogon haemacephalus — Красноголовый бородастик